# Аило-Атынаково
Аило-Атына́ково — упразднённое село в Крапивинском районе Кемеровской области. Входило в состав Каменского сельского поселения.

## География
Центральная часть населённого пункта расположена на высоте 178 метров над уровнем моря.

## История
Основана в 1700 г. По данным на 1926 году состояла из 146 хозяйств. В административном отношении являлось центром Аило-Атынаковского сельсовета Крапивинского района Томского округа Сибирского края.
Упразднено 2 ноября 2012 года.

## Население
| 1970 | 1979 | 1989 | 2002 | 2010 |
| ---- | ---- | ---- | ---- | ---- |
| 190  | ↘17  | ↘4   | ↘3   | ↘0   |

По переписи 1926 г. в селе проживало 643 человека (311 мужчин и 332 женщины), основное население — русские.